# Ronela Hajati
Ronela Hajati, znana tudi kot Ronela, albanska pevka, besedilopiska in plesalka, * 2. september 1989, Tirana, Albanija.
Hajatijeva se je rodila in odraščala v Tirani, kot otrok je začela nastopati na različnih pevskih in plesnih tekmovanjih, preden je nadaljevala glasbeno kariero. Znana je po svoji vsestranskosti v glasbi, slogu in interpretaciji. Po zmagi na 60. Festivali i Këngës leta 2021 je bila imenovana za predstavnico Albanije za Pesem Evrovizije 2022.

## Življenje in kariera
Ronela Hajati se je rodila 2. septembra 1989 v albanski družini v mestu Tirana. Njena mama je iz Korce, medtem ko je njen oče, Marash Hajati, iz Skadra. Že od malih nog je izkazovala zanimanje za glasbo in se je v osnovnošolskih letih začela učiti balet in klavir. Svojo zgodnjo kariero je nadaljevala s sodelovanjem na različnih glasbenih dogodkih ob različnih priložnostih, kot sta Top Fest in Kënga Magjike. Na albansko govorečem Balkanu je postala pomembna po izidu pesmi "Mala Gata" maja leta 2013. Konec leta 2013 je sodelovala na 15. izdaji Kënga Magjike s pesmijo "Mos ma lsho", ki ji je v velikem finalu prinesla internetno nagrado.
Julija 2020 se je albanski nogometni klub KF Tirana obrnil na njo, da bi izvedela klubsko himno "Bardh' e blu" v okviru praznovanja ob stoletnici.
Albanska radijska postaja Radio Televizioni Shqiptar (RTSH) je novembra 2021 poročala, da je bila Ronela Hajati izbran la med 20 tekmovalci, ki so nato tekmovali na 60. izvedbi prireditve Festivali i Këngës s pesmijo Sekret. Istega meseca je nastopila tudi na priznanem festivalu Nata e Bardhë v Tirani. V finalu Festivali i Këngës decembra 2021 je bila razglašena za zmagovalko tekmovanja in je postala albanska predstavnica za Pesem Evrovizije 2022.

## Osebno življenje
Hajati velja za podobo telesa in samozavesti. Tudi v osebnem življenju velja za diskretno osebo. Leta 2015 je začela razmerje z albanskim glasbenikom Young Zerko, s katerim sta sodelovala pri številnih singlih in glasbenih videospotih, vse do leta 2018, ko sta se razšla. Od decembra 2021 živi z materjo v Tirani.

## Diskografija
| Naslov                        | Leto | Najvišja pozicija | Album       |
| Naslov                        | Leto | ALB               | Album       |
| ----------------------------- | ---- | ----------------- | ----------- |
| "Requiem" (z Orgesa Zajmi)    | 2006 | —                 | Brez albuma |
| "Me ty nuk shkoj"             | 2007 | —                 | Brez albuma |
| "Shume Nice"                  | 2009 | —                 | Brez albuma |
| "Kam frikë te të dua"         | 2009 | —                 | Brez albuma |
| "Harroje"                     | 2010 | —                 | Brez albuma |
| "Neles" (z Visari Skillz)     | 2011 | —                 | Brez albuma |
| "Nuk ka më kthim"             | 2012 | —                 | Brez albuma |
| "Mala Gata"                   | 2013 | —                 | Brez albuma |
| "Mos ma lsho"                 | 2013 | —                 | Brez albuma |
| "Veç na" (z Agon Amiga)       | 2014 | —                 | Brez albuma |
| "A do si kjo"                 | 2015 | 13                | Brez albuma |
| "Amini"                       | 2016 | —                 | Brez albuma |
| "Marre"                       | 2016 | 13                | Brez albuma |
| "Syni i jemi" (z Young Zerka) | 2016 | —                 | Brez albuma |
| "Mos ik"                      | 2017 | 21                | Brez albuma |
| "Ladies"                      | 2017 | —                 | Brez albuma |
| "Sonte" (z Lyrical Son)       | 2017 | 22                | Brez albuma |
| "Diamanta" (z Young Zerka)    | 2017 | —                 | Brez albuma |
| "Maje men"                    | 2018 | 24                | Brez albuma |
| "Do ta luj"                   | 2018 | 18                | Brez albuma |
| "Vuj"                         | 2018 | —                 | Brez albuma |
| "Pa dashni"                   | 2019 | 6                 | Brez albuma |
| "Çohu" (z Don Phenom)         | 2019 | 7                 | Brez albuma |
| "Lage"                        | 2019 | 6                 | Brez albuma |
| "MVP"                         | 2019 | 1                 | Brez albuma |
| "Genjeshtar je X Pare"        | 2020 | 16                | Brez albuma |
| "Bardh e blu"                 | 2020 | —                 | Brez albuma |
| "Prologue"                    | 2021 | 2                 | RRON        |
| "Shumë i mirë"                | 2021 | 15                | RRON        |
| "Aventura"                    | 2021 | 3                 | RRON        |
| "Alo" (z Vig Poppa)           | 2021 | 14                | RRON        |
| "Leje" (z Klement)            | 2021 | 13                | RRON        |
| "Sekret"                      | 2021 | —                 | Brez albuma |

### V sodelovanju
| Naslov                                     | Leto | Album       |
| ------------------------------------------ | ---- | ----------- |
| "Ka je 2x" (Adrian Gaxha in Ronela Hajati) | 2017 | Brez albuma |
| "Dilema" (Don Phenom in Ronela Hajati)     | 2019 | Brez albuma |

### Avtorica pesmi za druge izvajalce
| Pesem        | Leto | Izvajalec         | Album       | Sklic  |
| ------------ | ---- | ----------------- | ----------- | ------ |
| "Anna"       | 2018 | Young Zerka       | Brez albuma | [ 22 ] |
| "Nuk ma nin" | 2018 | Young Zerka       | Brez albuma | [ 23 ] |
| "maraz"      | 2019 | Anxhela Peristeri | Brez albuma | [ 24 ] |
| "Lujta"      | 2020 | Anxhela Peristeri | Brez albuma | [ 25 ] |